# Бабаево (Рузский городской округ)
Бабаево — посёлок сельского типа в Рузском районе Московской области, входящий в состав сельского поселения Старорузское. Население — 39 чел. (2010), в посёлке числится 1 улица — дачный посёлок Бабаево. До 2006 года Бабаево входило в состав Комлевского сельского округа.

## География
Посёлок расположен в центре района, в 2 км к югу от Рузы, у истоков впадающего справа в реку Рузу безымянного ручья, высота центра деревни над уровнем моря 183 м. Ближайшие населённые пункты — Брыньково — менее километра на север и Тишино в 1,3 км на юг. Через посёлок проходит региональная автодорога 46К-1492 Руза — Воронцово — Тетерино.

## История
До 2005 года — посёлок подсобного хозяйства фабрики им. Бабаева.

## Население
| 2002 | 2006 | 2010 |
| ---- | ---- | ---- |
| 52   | ↗61  | ↘39  |